# Hondoniscus kitakamiensis
Hondoniscus kitakamiensis là một loài chân đều trong họ Trichoniscidae. Loài này được Vandel miêu tả khoa học năm 1968.